# Ile de Ré : dunes et forêts littorales
Ile de Ré : dunes et forêts littorales este o arie protejată (sit de importanță comunitară — SCI) din Franța întinsă pe o suprafață de 534 ha, integral pe uscat.

## Localizare
Centrul sitului Ile de Ré : dunes et forêts littorales este situat la coordonatele 46°12′56″N 1°32′07″W / 46.21556°N 1.53528°V.

## Înființare
Situl Ile de Ré : dunes et forêts littorales a fost declarat arie specială de conservare în baza directivei 92/43 din 1992 referitoare la conservarea habitatelor naturale și a faunei și florei sălbatice pentru a proteja 1 specie de plante.

## Biodiversitate
Situată în ecoregiunea atlantică, aria protejată conține 7 habitate naturale: Vegetație anuală la limita mareei, Dune mobile cu vegetație embrionară, Dune mobile de-a lungul țărmului cu Ammophila arenaria („dune albe”), Dune cu Salix repens ssp. argentea (Salicion arenariae), Dune de coastă fixe cu vegetație erbacee („dune gri”), Dune împădurite cu Pinus pinea și/sau Pinus pinaster, Dune împădurite din regiunile atlantică, continentală și boreală.
La baza desemnării sitului se află o specie protejată de  plante: Omphalodes littoralis.
Pe lângă speciile protejate, pe teritoriul sitului au mai fost identificate 5 specii de plante, 7 specii de păsări, 4 specii de amfibieni, 5 specii de mamifere, 2 specii de reptile.